# Crixás
Crixás es un municipio de Brasil, situado al noroeste del estado de Goiás.
Su economía está basada en la agricultura y en la extracción de minerales, entre los que destaca el oro.
Limita con los municipios de Santa Terezinha de Goiás y Uirapuru.
Está situado a 322 km de la capital del estado, Goiânia.
- Datos: Q177030
- Multimedia: Crixás / Q177030